# Oduduwa

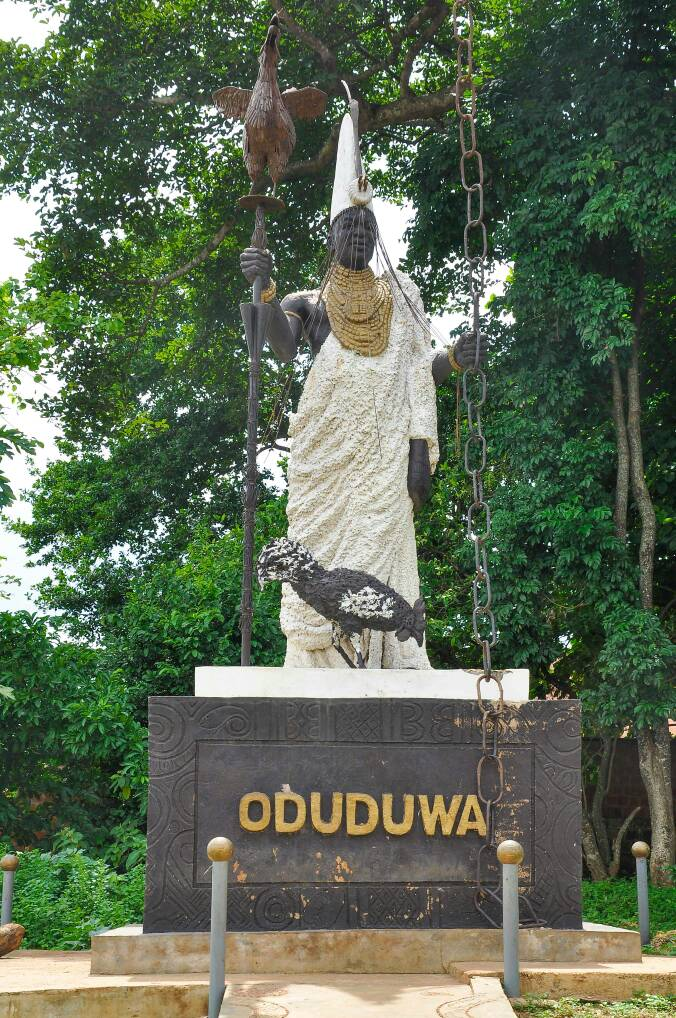
Staty av Oduduwa.

Oduduwa är i mytologin hos yorubafolket i Nigeria i Västafrika den förste legendariske konungen som gjorde Ife-Ife till sin residenshuvudstad.